# Cappuccini (Vercelli)
Cappuccini (Capussin in piemontese) è un rione di Vercelli.

## Storia
Primitivamente il nome della frazione era Vezzolano, come la chiesa situata al suo interno dal titolo di Santa Maria del Vezzolano. Nel XVI secolo il vescovo introdusse i Padri Cappuccini di San Francesco, a cui furono affidati la chiesa ed il monastero. I frati rimasero fino al 1627. Dopo la loro partenza, la borgata prese il nome di Cappuccini Vecchi, ormai non più utilizzato.

## Monumenti e luoghi d'interesse

### Chiesa di Santa Maria Assunta

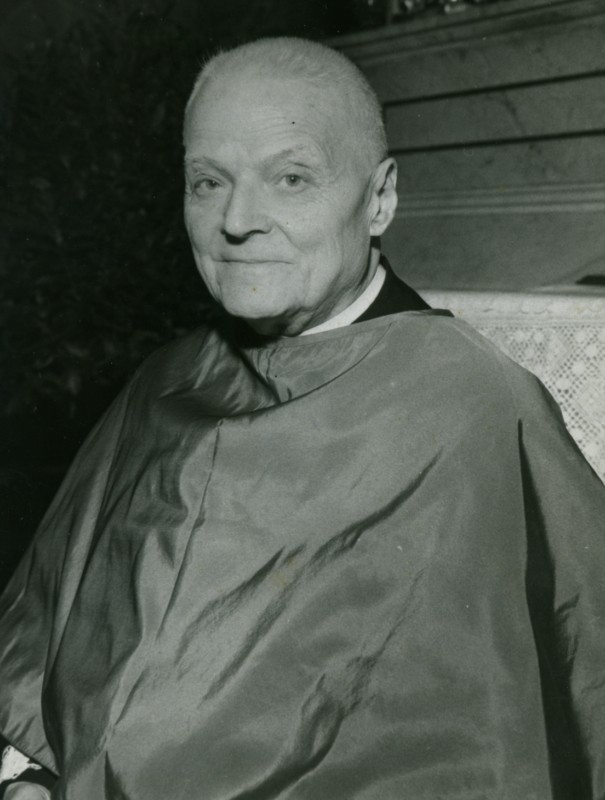
rettore Giuseppe Pollone

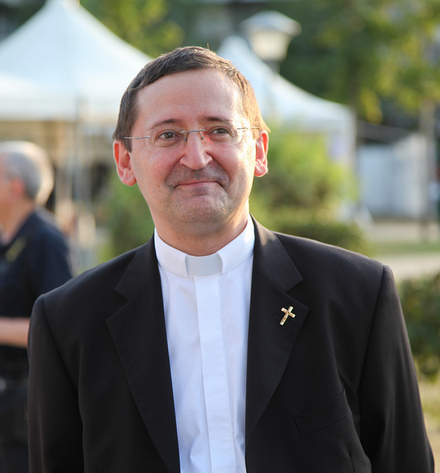
mons. Cristiano Bodo

Nel 1823 un'alluvione danneggiò la chiesa di Santa Maria e il cimitero, fu per cui necessario abbattere la cappella in cui era conservata la reliquia di Santa Colomba. 

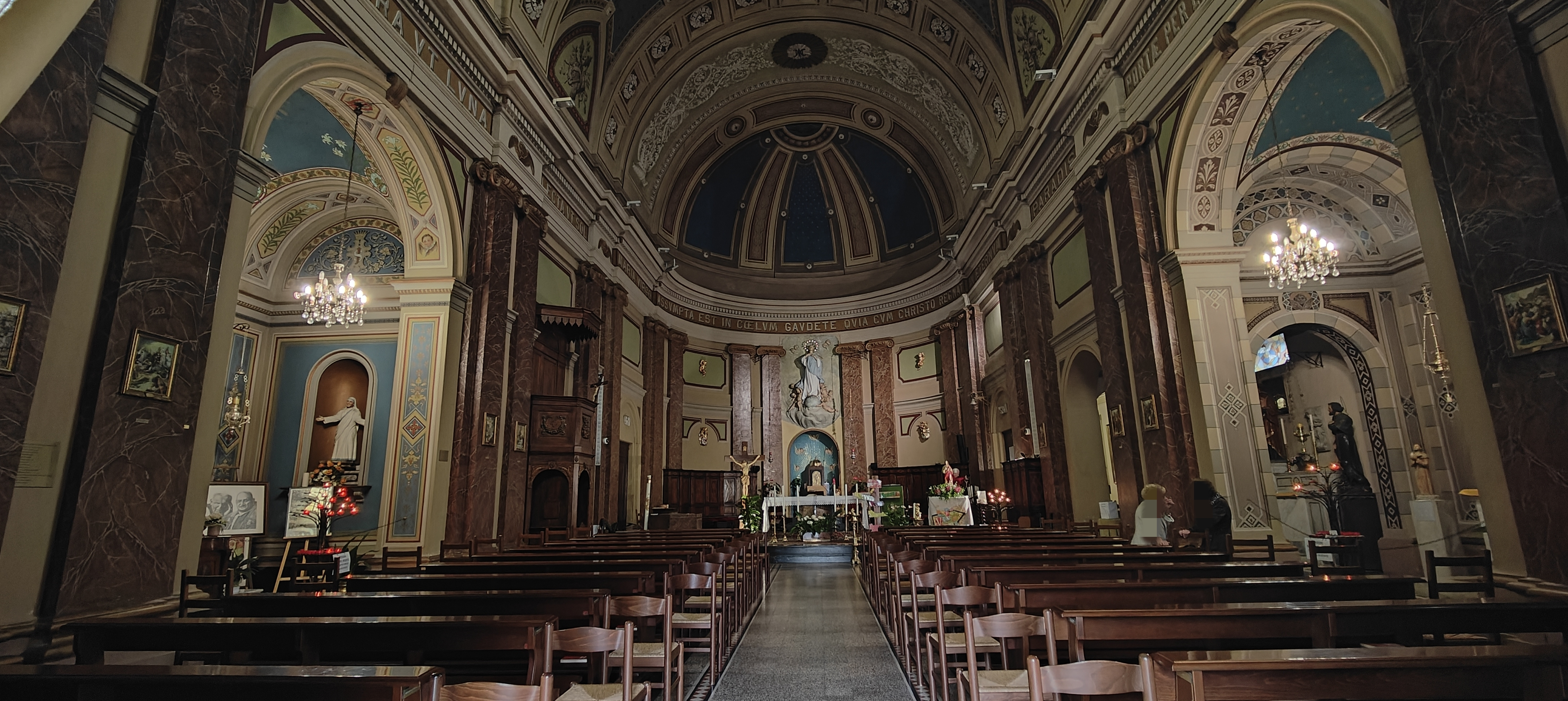
L’interno della chiesa è a navata unica affiancato da due ampie cappelle per lato, di cui quelle a destra sono comunicanti fra di loro in modo che possa avvenire un passaggio laterale in direzione della sacrestia. Il presbiterio è racchiusa da un solenne semi catino absidale che ospita gli stalli lignei del coro. In zona centrale sopra il tabernacolo vi è la raffigurazione della Vergine Assunta

L'anno successivo venne firmato il contratto di compravendita per la costruzione della nuova chiesa, i cui lavori furono affidati a Carlo Larghi. Il 20 luglio 1866 decreta la nascita della parrocchia dei Cappuccini, sotto il nome di Santa Maria Assunta in Cielo. Don Alberto Giordano ne viene nominato parroco, e lo restò fino al 1890, quando venne consacrato sacerdote don Giuseppe Rosso, che morì due anni dopo. Al suo seguito, venne consacrato Francesco Rosso. 
Nel 1907 venne consacrato rettore don Giuseppe Pollone che grazie anche alla collaborazione del sindaco poté annunciare l'arrivo della luce elettrica per illuminare le vie e le case della borgata. Raggiunti i limiti di età, nel 1968 Pollone rassegnò le dimissioni, e al suo posto venne nominato don Giuseppe Bianchetti. Quest'ultimo parroco morì giovanissimo il 4 gennaio 1970, quando durante un corteo funebre un'auto impazzita travolse uccidendoli il parroco, due chierichetti e un uomo e una donna; i feriti ammontarono a 21. Il 22 marzo dello stesso anno don Paolo Orecchia fece ingresso nella comunità parrocchiale dei Cappuccini, rimanendo fino al 1999. Il suo successore, don Cristiano Bodo il 17 dicembre 2016 è stato nominato Vescovo di  Saluzzo.